# Телеграмма (фильм, 1957)
«Телегра́мма» — советский короткометражный художественный фильм 1957 года, созданный режиссёром Георгием Щербаковым по мотивам одноимённого рассказа Константина Паустовского на киностудии «Мосфильм».

## Сюжет
1938 год. В далёком селе Заборье живёт пожилая учительница русского языка и литературы Екатерина Петровна Пожалостина. Её дочь Настя живёт и работает в Ленинграде, в Союзе художников. Постаревшая и ослабевшая Екатерина Петровна пишет письмо дочери с просьбой приехать, но Настя из-за большой занятости не приезжает к матери.
Однажды деревенский старик Тихон, ухаживающий за тяжело заболевшей Екатериной Петровной, присылает Насте телеграмму, в которой говорится, что пожилая учительница умирает. Настя сразу же отправляется в Заборье. Тихон же идёт на почту и пишет телеграмму Екатерине Петровне якобы от имени Насти, чтобы утешить её, но женщина сразу же догадывается, что телеграмму написала не её дочь…
Настя приезжает в деревню поздно — пожилая учительница уже скончалась…

## В ролях
- Вера Попова — Екатерина Петровна Пожалостина, учительница русского языка и литературы на пенсии
- Лидия Смирнова — Анастасия Семёновна Николаева (Настя), дочь Екатерины Петровны
- Николай Сергеев — Тихон Иванович
- Геннадий Юхтин — Тимофеев, скульптор
- Нина Гуляева — Манюшка
- Алла Будницкая — Настя в юности (нет в титрах)
- Светлана Коновалова — сельский врач (нет в титрах)
- Анатолий Чемодуров — Василий Иванович, начальник почты (нет в титрах)
- Маргарита Жарова — женщина на почте (нет в титрах)
- Елена Максимова — уборщица на выставке (нет в титрах)